# Briańsk Lgowski
Briańsk Lgowski (ros. Брянск-Льговский, Briansk-Lgowskij, Брянск II-Льговский) – węzłowa stacja kolejowa w miejscowości Briańsk, w obwodzie briańskim, w Rosji. Węzeł linii Moskwa – Briańsk – Kijów z liniami do Homla, Smoleńska i Orła. Największa stacja rozrządowa i towarowa briańskiego węzła kolejowego.
Na stacji znajduje się lokomotywownia.

## Historia
Stacja powstała w XIX w. pomiędzy stacjami Połpinskaja (kier. północny), Siniezierki (kier. południowy) i Połużje (poleska droga żelazna).

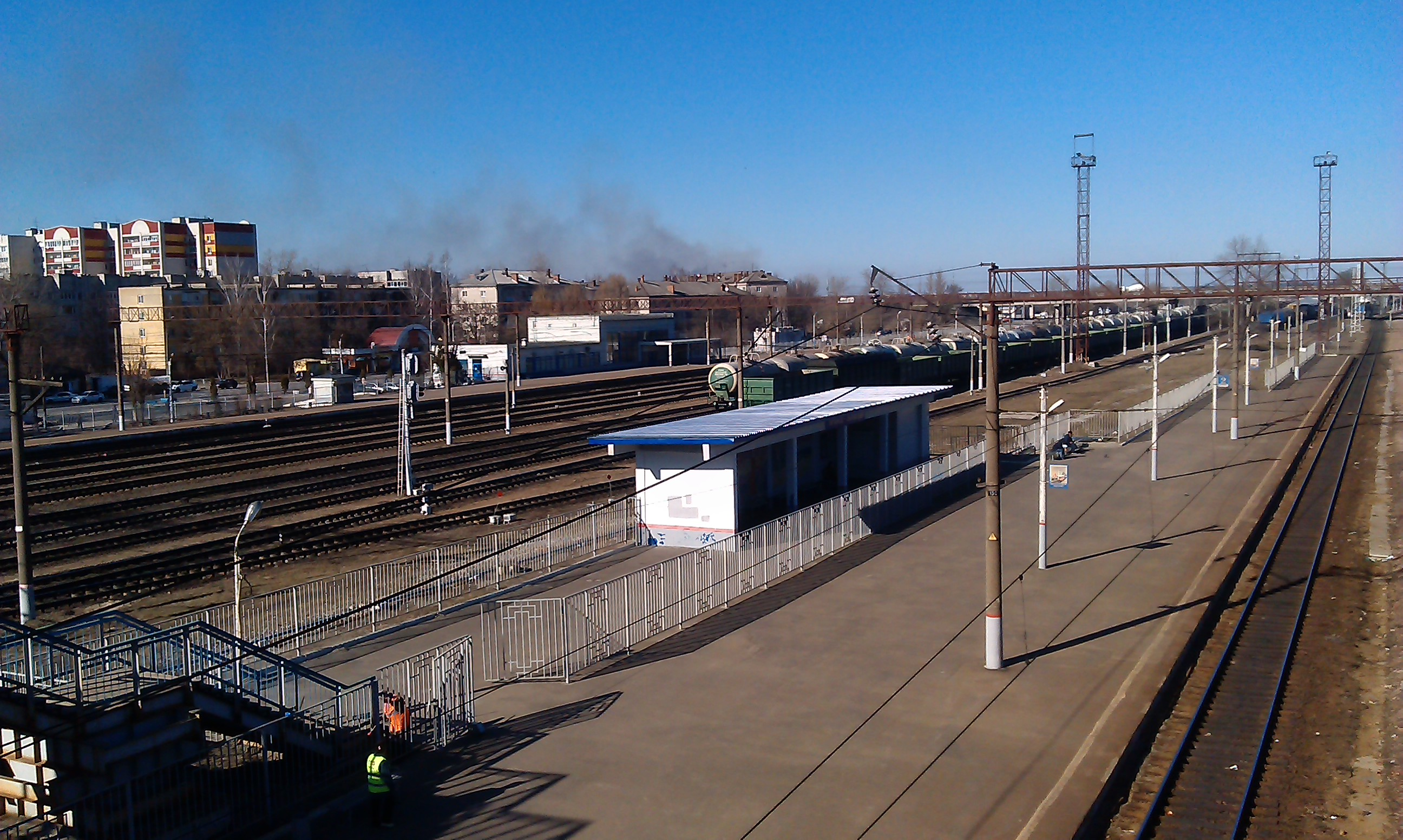
perony; widok w stronę Moskwy
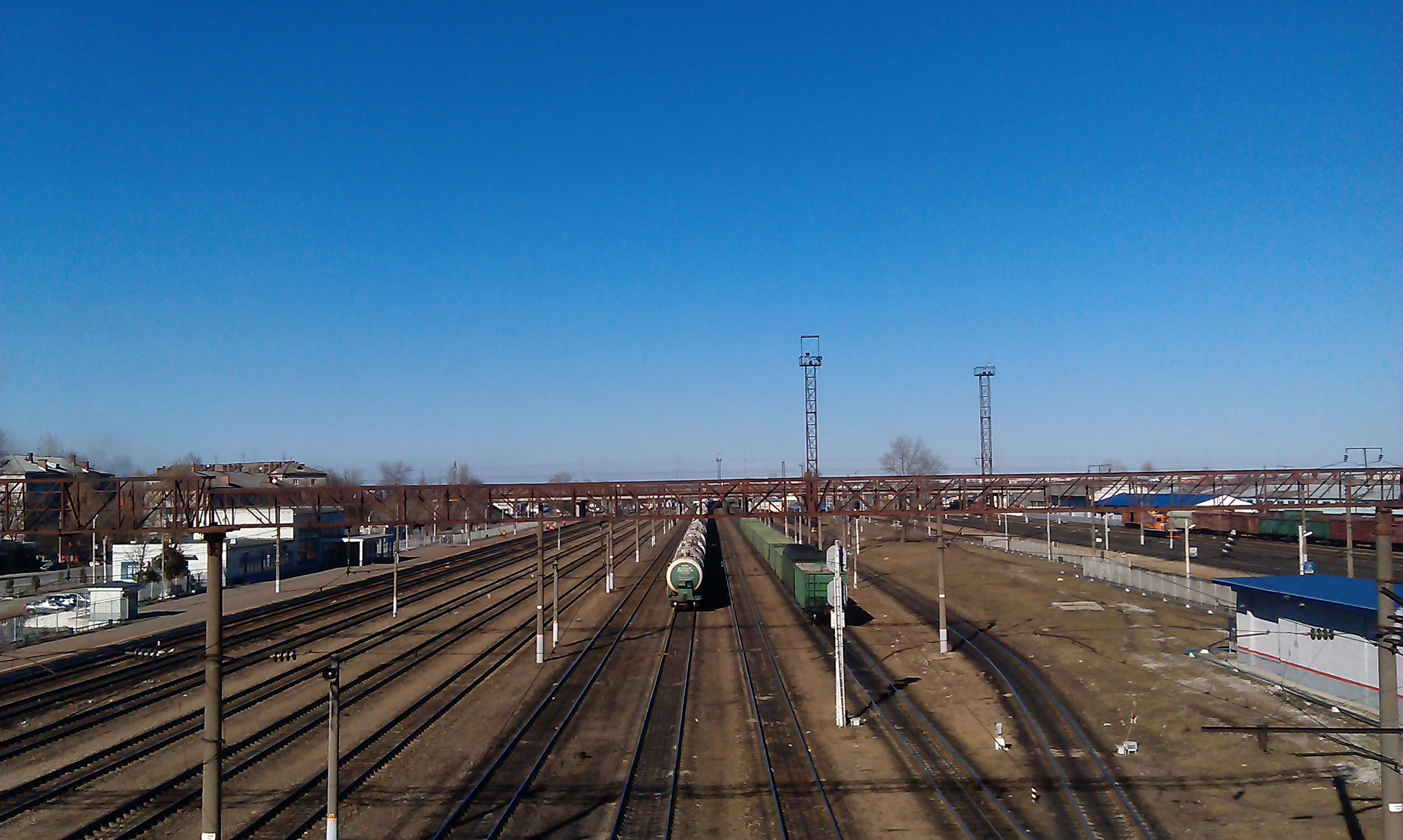
torowisko zachodniej części stacji; widok w stronę Moskwy